# Асболан
Асбола́н (англ. asbolane от греч. ασβολος —  сажа), ранее также ко́бальтовая о́хра (частично устар.):172 или кобальтистый вад (устар.) — минерал, водный оксид марганца, кобальта и никеля.

## Название
Международно признанное название минерала асболан вошло в научную норму сравнительно поздно, только к концу XIX века. До той поры можно было встретить упоминания об этом минерале как о жёлтой, бурой или коричневой кобальтовой охре (нем. gelber und brauner Erdkobalt):174, а также буром землистом кобальте:59 или «кобальтовой черни».:456

## Общее описание
Содержит до 32 % СоО; NiO — до 11 %. Примеси V, Zn. Аморфный в большинстве случаев. Образует сажистые, порошкообразные землистые массы, тонкопористые натечные агрегаты. Цвет чёрный с синим. Плотность 3,1-3,7. Твёрдость 4-5. Гипергенный. Встречается в виде сине-чёрных сажистых плёнок в коре выветривания ультраосновных пород и в зоне окисления месторождений кобальт-никелевых руд, в небольших скоплениях в коре выветривания никеленосных серпентинитов. Потенциальная кобальтовая руда. Из асболана изготавливается синяя краска для смальты.

## Разновидности
- Асболан медный (содержащий до 27 % CuO)
- Асболан никелистый (содержащий до 4 % NiO)[6].